# NGC 191
NGC 191 هي مجرة حلزونية تقع في كوكبة قيطس، وقد تم اكتشافها في 28 نوفمبر/تشرين الثاني من عام 1785 من قبل ويليام هيرشيل.
NGC 191 حاليا في تفاعل مجري مع IC 1563، ولهذا السبب تم تضمينها في هالتون آرب بأطلس المجرات الغريبة تحت قسم «المجرات الإهليلجية قريبة الإقلاق من المجرات الحلزونية».